# Liris niger
Liris niger ist ein Hautflügler aus der Familie der Crabronidae. Der Namenszusatz niger kommt aus dem Lateinischen und bedeutet „schwarz“.

## Merkmale
Die Wespe erreicht eine Körperlänge von 9 bis 12 Millimetern. Ihr Körper ist schwarz gefärbt und besitzt verhältnismäßig lange Hinterbeine. Das Gesicht besitzt an den Rändern der Facettenaugen einen Längswulst. Die Art kann mit verschiedenen Wegwespen (Pompilidae) verwechselt werden. 

## Vorkommen
Die Art ist in Südeuropa, dem südlichen Mitteleuropa und in Marokko verbreitet und besiedelt temperaturbegünstigte und trockene Lebensräume. Die Flugzeit der Art ist unbekannt. Sie ist in Deutschland unter anderem am Kaiserstuhl nachgewiesen, der letzte Fund datiert jedoch aus dem Jahr 1967.

## Lebensweise
Die Weibchen weisen ein ähnliches Brutverhalten wie die nahe verwandte Art Larra anathema auf. Die Brut wird vor allem mit Echten Grillen der Gattung Gryllus versorgt. Das Weibchen betäubt die Grillen mit einem Stich nur leicht und verwendet als Nest entweder vorhandene Bodenhöhlen, wie etwa verlassene Bienennester oder Risse im Erdreich, oder gräbt bei Fehlen solcher einen etwa 10 Zentimeter tiefen Nestgang. Meistens wird nur eine Zelle angelegt, in die jedoch mehrere Grillen eingebracht werden können.

## Belege